# Maitena Aboitiz
Maitena Aboitiz (Ciudad Autónoma de Buenos Aires, 6 de mayo de 1978) es una periodista argentina y conductora de radio y TV. Ha trabajado en canales como Much Music y Telefé, y en radios como Metro, Rock & Pop y La 100.
Es autora de los libros Antología del rock argentino y Cerati en primera persona.

## Biografía
Nacida el 6 de mayo de 1978 en el barrio porteño de Barracas, vivió su infancia en el barrio de San Telmo. Su alma taurina explica la pasión por la naturaleza, su tenacidad, su calidez, su afán por la reflexión y el disfrute en cada proceso vocacional en el que se involucra.
“La música –como la meditación- hace que llegue a lugares con la imaginación que sola me costaría más alcanzar. Desde un principio la música fue algo elemental para mí y me acompaña siempre. Es más, si no escucho música es señal que algo en mí anda mal.”.
Desarrolla, con una técnica única, un minucioso periodismo de autor que se revelan en sus facetas de escritora, editora e investigadora.
En 1997, con tan solo 19 años, fue Daniel Grinbank quien la convocó para formar parte de FM Rock & Pop, la radio número uno en ese entonces.
Trabajó en la producción de diferentes ciclos de reconocidos periodistas y condujo “Clásicos de Clásicos” y “La Mujer Vampiro”. Luego, durante seis temporadas, estuvo a cargo del prime time en las mañanas de La 100, otra de las radios más escuchadas de la Argentina.
Actualmente, trabaja en los programas Patrulla Perdida (Lunes a viernes 13:00 a 15:00) y Sonorama (Lunes a jueves 21:00 a 23:00), en El Destape Radio.
La música es el denominador común del mundo profesional de Maitena Aboitiz, que despliega en todas sus facetas: radio, TV, libros y DJ sets. A lo largo de este tiempo consolidó un lugar de prestigio por sus entrevistas a las más reconocidas figuras del mundo de la música: Carlos Santana, Joaquín Sabina, Luis Alberto Spinetta, Gustavo Cerati, Shakira, Ricky Martin, Alejandro Sanz, Andrés Calamaro, Fito Páez, Jorge Drexler, Miguel Bosé, Robbie Williams, Keane, Massive Attack, Diego Torres, Café Tacvba, Julieta Venegas, Calle 13, Chayanne, Juanes, Babasónicos, Los Fabulosos Cadillacs, entre otros artistas.

### Televisión
Durante varios años fue anfitriona de los ciclos: 'Especial Musical con Maitena' de Telefé Internacional, 'Íntimo e interactivo' y 'Videoteca' de Much Music y, para esta última señal realizó la producción periodística de la serie de documentales 'Completo'.
Se desempeñó como locutora en el programa “Hiperconectados” en Telefe, junto a Guillermo “Fierita” Catalano, Noelia Marzol y Tomás Balmaceda.

### Libros
Su primer libro lo comenzó a los 22 años : “Antología del rock argentino, la historia detrás de cada canción” (2007 Ediciones B, editándose nuevamente en 2011), resultado de 4 años de investigación y de más de 50 entrevistas realizadas a los artistas más destacados del rock argentino. Fue editado en la Argentina, Chile y Uruguay.
En el año 2012 publicó “Cerati en primera persona”: una reconstrucción detallada del pensamiento del líder de Soda Stereo, a quien define como un “...Compositor lúcido y visionario, cantante sobresaliente, uno de los mejores guitarristas de América Latina, de talento extraordinario. Seductor y carismático. Un hombre distinguido, un artista inigualable…”.
El libro nace a partir de una exhaustiva investigación periodística que recoge testimonios de Gustavo Cerati de diferentes medios de todo el continente en el período que va entre la grabación de “Colores Santos” en 1992 y la presentación de “Fuerza Natural” en 2010. De esta forma, concreta una labor que expone con la mayor fidelidad el universo creativo y la sensibilidad de un artista inigualable. Fue editado con gran éxito en 7 países: Argentina, Uruguay, Chile, Colombia, Venezuela, México, España. Este libro ofrece con armonía un relato conexo construido sobre la base de declaraciones textuales del músico, donde Gustavo da a conocer la génesis de cada uno de sus discos, el proceso de composición de sus canciones más destacadas, las experiencias que inspiraron sus creaciones y su personal mirada del mundo. El foco está puesto en su carrera solista, pero también se abordan los últimos álbumes de Soda, la despedida y su posterior regreso, todos ellos elementos necesarios para comprender el camino de su trascendente obra. La autora analizó cientos de entrevistas, ensayos y artículos periodísticos, además de haber accedido al archivo de prensa exclusivo de Gustavo, compartido generosamente por la familia Cerati en apoyo a su tarea. De esta forma, concreta una investigación que expone con la mayor fidelidad el universo creativo y la sensibilidad de un artista inigualable. La propuesta de Maitena Aboitiz seduce de entrada: descubrir las creaciones de Gustavo Cerati a través de sus propias palabras.
En el año 2015 fue elegida como editora del libro “Hebras…solo hebras”, de Lillian Clarke, con ilustraciones de Guadalupe Mujica Cerati: una selección de cuentos y poemas de la vasta obra de la madre de Gustavo Cerati.
Es el 2016 el año en que marca un punto de inflexión en la historia de la literatura infantil de habla hispana, lanzando "Rock and Roll: un libro para escribir, dibujar, manchar y rockear sin parar".
Convocada por Editorial Planeta y destinado a las generaciones más jóvenes, es el primer libro performático de rock para chicos, con el propósito de introducirlos a la historia del rock: sus géneros y protagonistas, desde Chuck Berry a Amy Winehouse.
'Es un libro para los chicos pero también para todos los padres'.
"Mi intención es transmitirles el espíritu del Rock, más allá de lo que escuchen, de ser vos mismo, de libertad, del poder decir lo que uno piensa".

## México
Su primera vez en tierra azteca fue el 27 de noviembre de 2005, enviada especialmente por Much Music para entrevistar a quien era el nuevo rey del pop en aquel momento: Robbie Williams.
Desde entonces quedó cautivada por el país, su gente y su cultura: viaja periódicamente realizando encuentros y charlas.
Uno de los momentos más importantes entre todos sus viajes realizados fue el 1 de diciembre de 2013. Allí presentó “Cerati en Primera Persona” en la Feria del Libro de Guadalajara. Estuvo acompañada por el periodista Enrique Blanc y Joselo Rangel, guitarrista de Café Tacvba (quien luego había escrito una notable crítica del libro en el periódico local.). El libro también fue presentado por la autora en el Festival Vive Latino, el sábado 30 de marzo de 2014, en el especio “Rock & Libros”, acompañada por Tweety González.